# Teresita Barajuen
Teresita Barajuen (16 de setembro de 1907 — 12 de junho de 2013) foi uma freira católica romana espanhola e membro da Ordem de Cister. Acredita-se que Barajuen mantenha o recorde mundial para o maior serviço no claustro.

## Biografia
Barajuen entrou no Mosteiro de Santa Maria de Buenafuente del Sistal em 16 de abril de 1927, quando tinha dezenove anos de idade. Ela permaneceu como uma freira clausurada no mosteiro durante 86 anos. Barajuen admitiu em entrevistas que originalmente não pretendia se tornar uma freira, mas entrou na vida religiosa no mosteiro devido a pressões familiares. Ela e suas irmãs foram forçadas a fugir do mosteiro durante a Guerra Civil Espanhola devido à luta na região. Em agosto de 2011, Barajuen deixou o mosteiro pela primeira vez em quarenta anos para se encontrar com o Papa Bento XVI, que estava visitando Madri para a Jornada Mundial da Juventude de 2011. Barajuen entrou no mosteiro clausurado em 16 de abril de 1927, no mesmo dia em que o Papa Bento XVI nasceu.
Barajuean era uma das dez freiras espanholas apresentadas em um livro de 2013, o que é uma garota como você fazendo em um lugar como este?, de Jesús García, jornalista do jornal El Mundo. Barajuen morreu durante a noite de 12 de junho de 2013 aos 105 anos. Sua morte foi relatada por Irmã Maria Romero, abadessa do mosteiro de Buenafuente del Sistal.